# ヴィベケ・スコフテルート
ヴィベケ・スコフテルート（Vibeke Westbye Skofterud、1980年4月20日 - 2018年7月29日）は、ノルウェー、エストフォル県Askim出身のクロスカントリースキー選手。

## プロフィール
2歳の時にスキーを始めた。
2001年ノルディックスキー世界選手権ではパシュート36位、個人スプリント16位。2002年のソルトレークシティオリンピック15km28位、パシュート28位、個人スプリント21位、30km8位。
2003年ノルディックスキー世界選手権では10km22位、パシュート13位、リレーでは銀メダルを獲得した。2005年ノルディックスキー世界選手権においてはリレーで金メダルを獲得、パシュートは15位、スプリントは予選敗退となった。
2006年トリノオリンピックには出場できなかったが2007年世界選手権でリレー銅メダル、スプリント33位、パシュート13位、10km21位、30km17位の成績を残した。
2大会振りに出場したバンクーバーオリンピックでは10km22位、パシュート途中棄権、リレーで自身初の金メダルを獲得した。
自国ノルウェーでの開催となった2011年ノルディックスキー世界選手権ではリレーで金メダルを獲得、30kmでは6位入賞、10km9位となった。
2018年7月28日、アーレンダール近郊でジェットスキーの運転をしていたヴィベケは事故を起こしたのか連絡が途絶え、翌29日に付近の小島にて破壊された機体とともに遺体が発見された。38歳没。